# إيهور بورياك
إيهور بورياك (بالأوكرانية: Буряк Ігор Васильович)‏ هو لاعب كرة قدم أوكراني في مركز الدفاع، ولد في 12 يناير 1983 في كييف في أوكرانيا. لعب مع تشورنومورتس أوديسا وميتالورغ دونيتسك ونادي إيليتشيفيتس ماريوبول ونادي تافريا سيمفروبول ونادي فوستوك ونادي نافتان نوفوبولوتسك.

## وصلات خارجية
- إيهور بورياك على موقع اتحاد أوكرانيا (الإنجليزية)
- إيهور بورياك على موقع قاعدة بيانات كرة القدم.إي يو (الإنجليزية)
- إيهور بورياك على موقع Soccerway.com (الإنجليزية)
- إيهور بورياك على موقع عالم كرة القدم.نت (الإنجليزية)